# František Smékal
František Smékal (též Smeykal, 1822 Čechy pod Kosířem – 21. listopadu 1883 Smíchov) byl český průmyslník, konstruktér a vynálezce, majitel c. k. privilegovaných strojírenských závodů v Čechách pod Kosířem a na Smíchově zabývajících se zejména konstrukcí a výrobou hasičských stříkaček. Byl členem druhé generace rodiny Smékalů úspěšně podnikajících ve výrobě protipožární techniky. Po jeho smrti pak vedení firmy postupně převzal jeho syn Raimund August Smekal.

## Život

### Mládí
Narodil se v moravské obci Čechy pod Kosířem do rodiny Antonína Smékala. Otec pocházel z Ústína-Skalova a v Čechách na Hané začal roku 1820 s výrobou košů vylitých smolou určených k nabírání vody při hašení požárů, zejména na domácích hospodářství a postupně se propracoval k výrobě hasičských stříkaček (a to především od roku 1835). Roku 1846 přebral podnik jeho syn František, který následně pokračoval v rozvoji podniku, který vyráběl nejrůznější druhy hasicí techniky a postupně stal jedním z nejproslulejších ve svém oboru v českých zemích i zahraničí. Roku 1877 na Smíchově u Prahy pronajal budovu někdejšího cukrovaru a otevřel zde nejprve sklad, poté pak svou druhou továrnu.

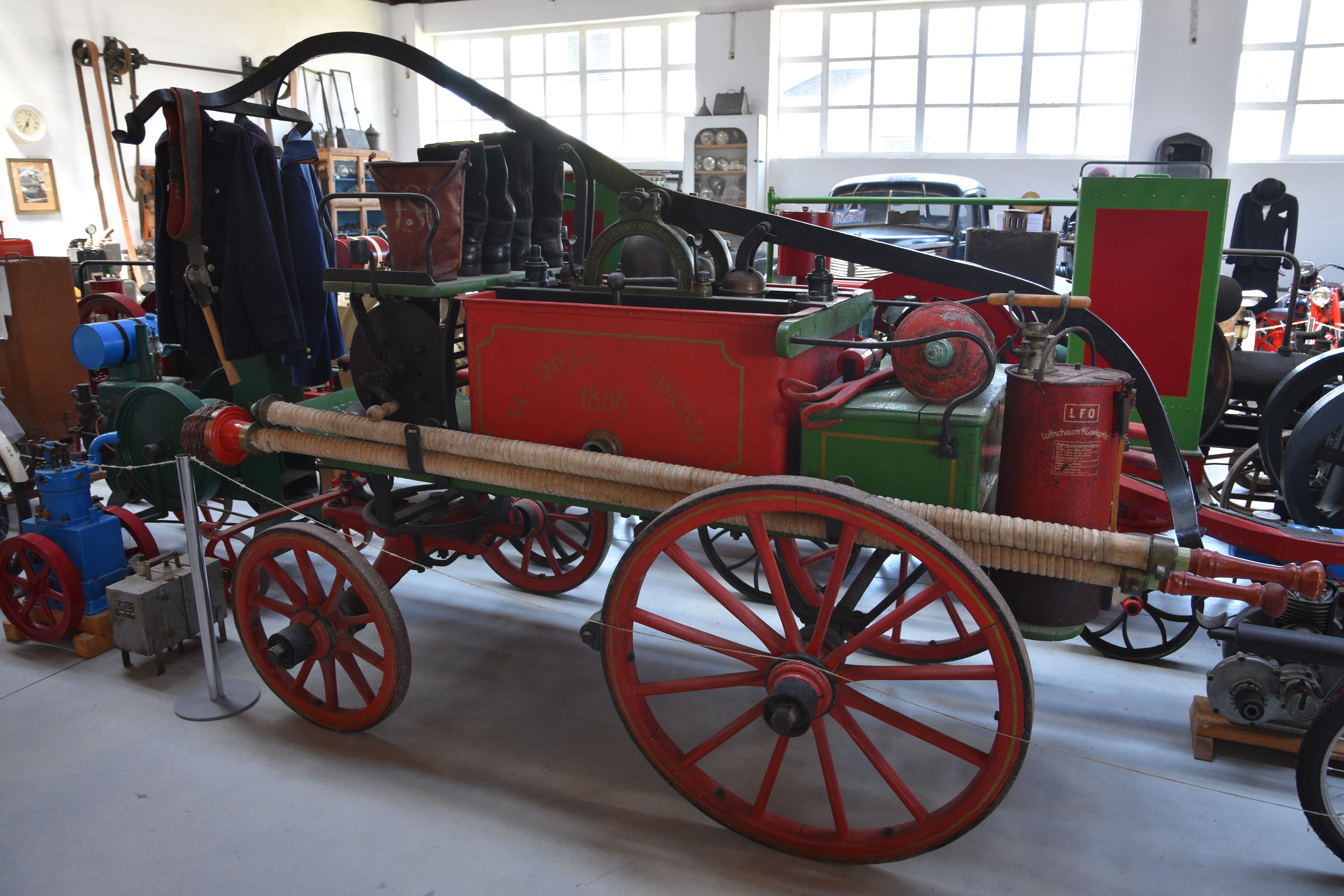
Ruční koněspřežná požární stříkačka z továrny R. A. Smékal, Technické muzeum Telč

### Úmrtí
František Smékal zemřel 21. listopadu 1883 na Smíchově ve věku 61 let. Byl pohřben v rodinné hrobce na hřbitově v Čechách pod Kosířem.

### Po smrti
Po jeho smrti převzal vedení továrny na Smíchově jeho tehdy dvacetiletý syn Raimund. Jeho nevlastní matka, rozená Zbořilová, pak vedla závod v Čechách pod Kosířem pod značkou F. Smekala vdova. Roku 1885 byl změněn název firmy F. Smekal a syn na R. A. Smekal. Výroba byla postupně zavedena také v továrně ve Slatiňanech u Chrudimi, v letech 1912 až 1913 potom vyrobila firma Slatiňanská továrna automobilů R. A. Smekal také několik sérií automobilů. Již roku 1936 byla firma transformována v Hasičské výrobní družstvo. V areálu továrny v Čechách pod Kosířem bylo později zřízeno hasičské muzeum.